# Hôtel de ville de Glasgow
L'hôtel de ville de Glasgow, en anglais Glasgow City Chambers, est l'hôtel de ville de la ville de Glasgow, plus grande ville d'Écosse. Construit entre 1882 et 1889 par William Young, d'architecture victorienne, ce bâtiment est le siège du conseil municipal depuis 1889. Il est situé dans l'est de la ville, à George Square. Le bâtiment original mesure 5 016 m2, avant d'être agrandi en 1923 et 1984 à 14 000 m2.

## Histoire

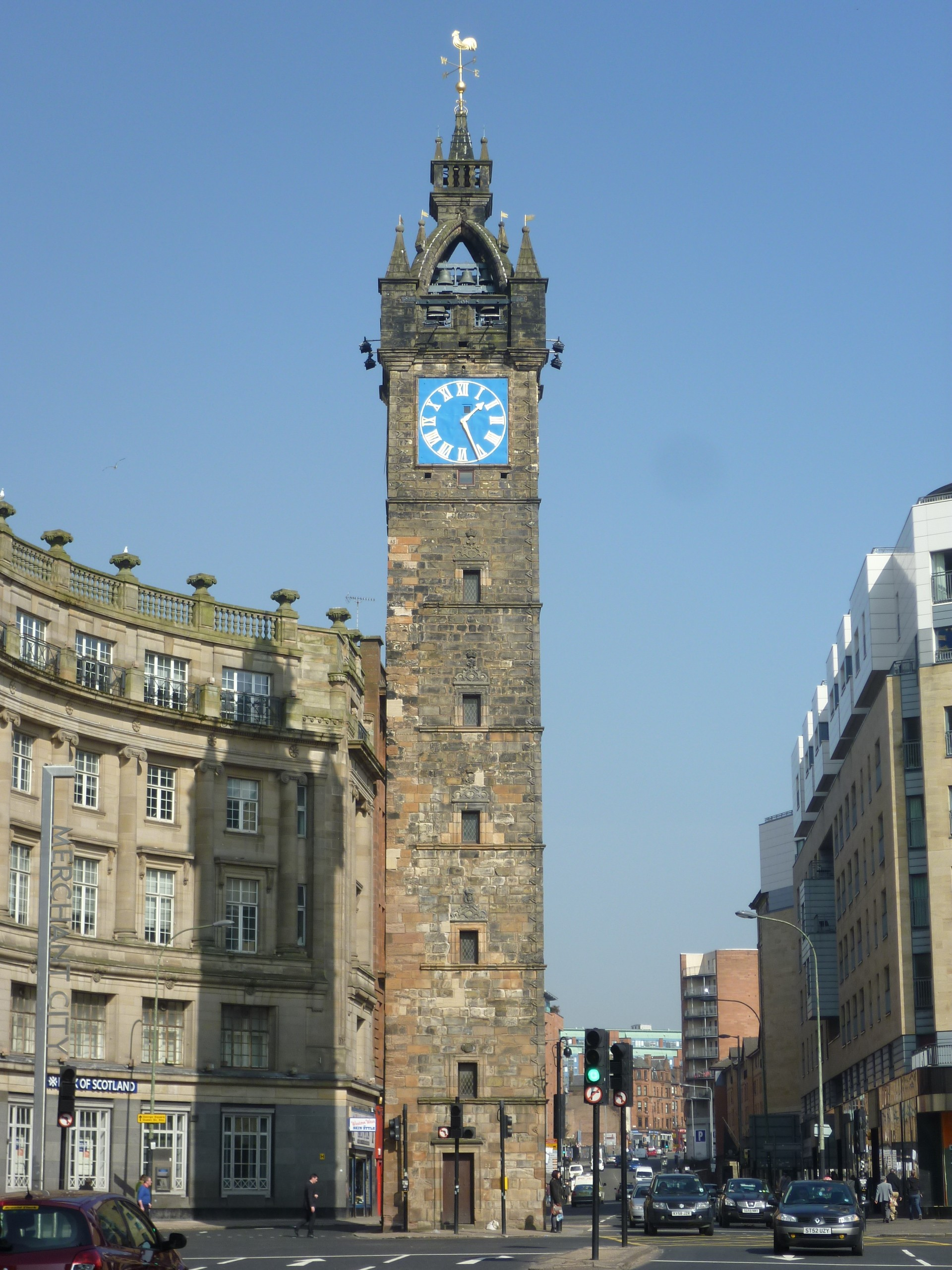
Le Tolbooth steeple, beffroi faisant autrefois partie de l'ancien hôtel de ville de Glasgow.

Durant le XIXe siècle, la ville démarre une croissance démographique qui atteindra son pic durant l'entre-deux-guerres. Le besoin d'un nouvel hôtel de ville se fait dès lors ressentir, l'ancien Tolbooth à Glasgow Cross devenant trop étroit pour un conseil communal ayant de plus grandes responsabilités politiques. En 1814, le Tolbooth est revendu et le conseil s'installe à Jail Square, près de Glasgow Green, puis à Wilson Street et Ingram Street. Il n'en reste aujourd'hui plus que le beffroi.
Au début des années 1880, l'architecte de la ville John Carrick identifie l'endroit idéal pour le nouvel hôtel de ville et retient le côté est de George Square. La ville achète alors ce terrain. Un concours est organisé et est remporté par  William Young, qui construit l'édifice entre 1882 et 1889.
Durant le XXe siècle, à deux reprises sont organisés des travaux d'agrandissement, en 1923, pour étendre l'aile est de l'immeuble vers John Street et en 1984, l'Exchange House sur George Street. Ces travaux d'agrandissement portent sa surface de cinq mille à quatorze mille mètres carrés.
Le nom et la forme de l'administration communale évolueront durant cette période : le Glasgow Town Council entre 1888 et 1895, la Glasgow Corporation entre 1895 et 1975, le Glasgow District Council en 1975, sous la supervision du conseil régional de Strathclyde et finalement le Glasgow City Council, depuis 1996, à la suite de l'abolition de la région de Strathclyde.

## Description

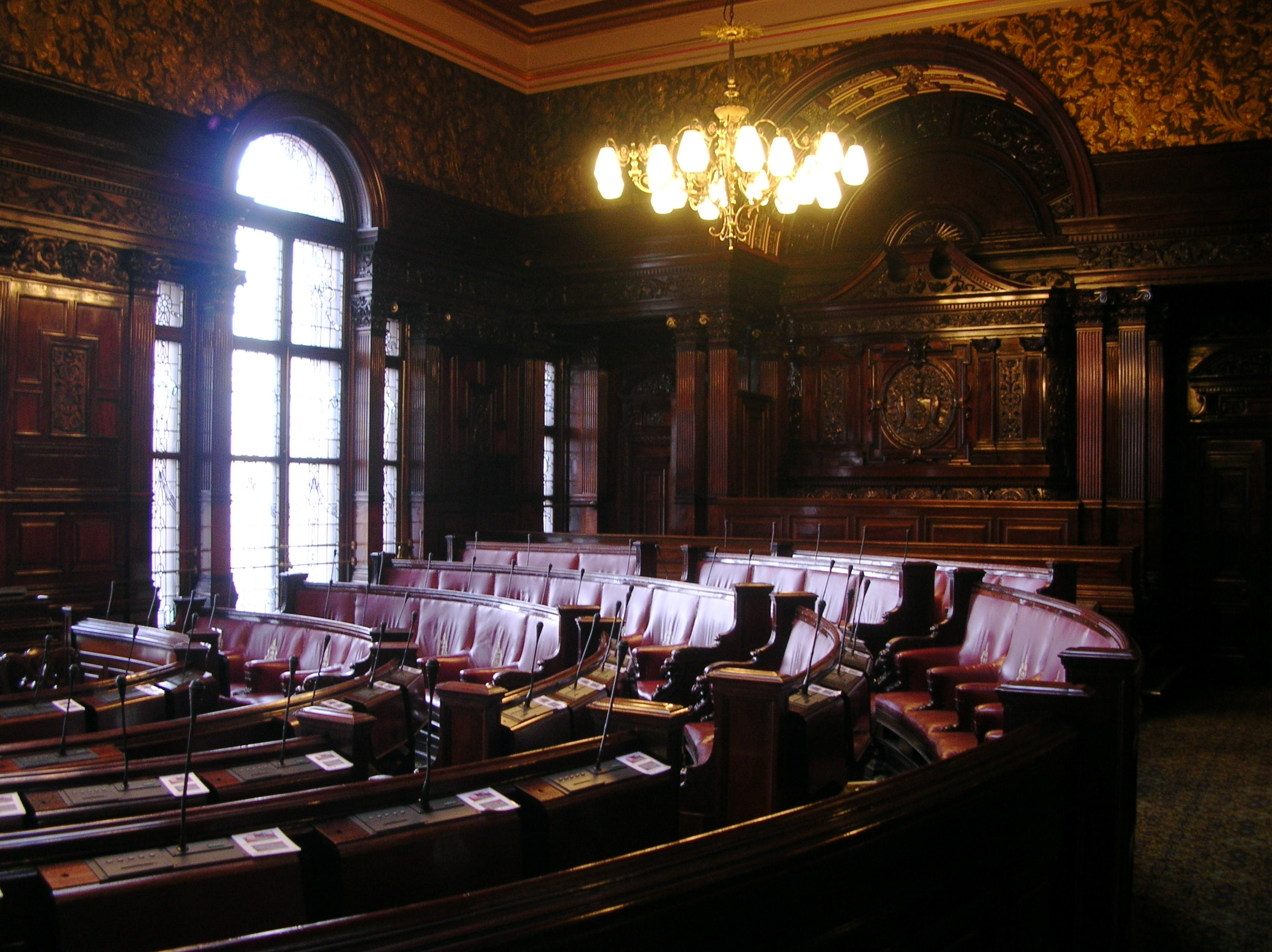
The Council Chamber.

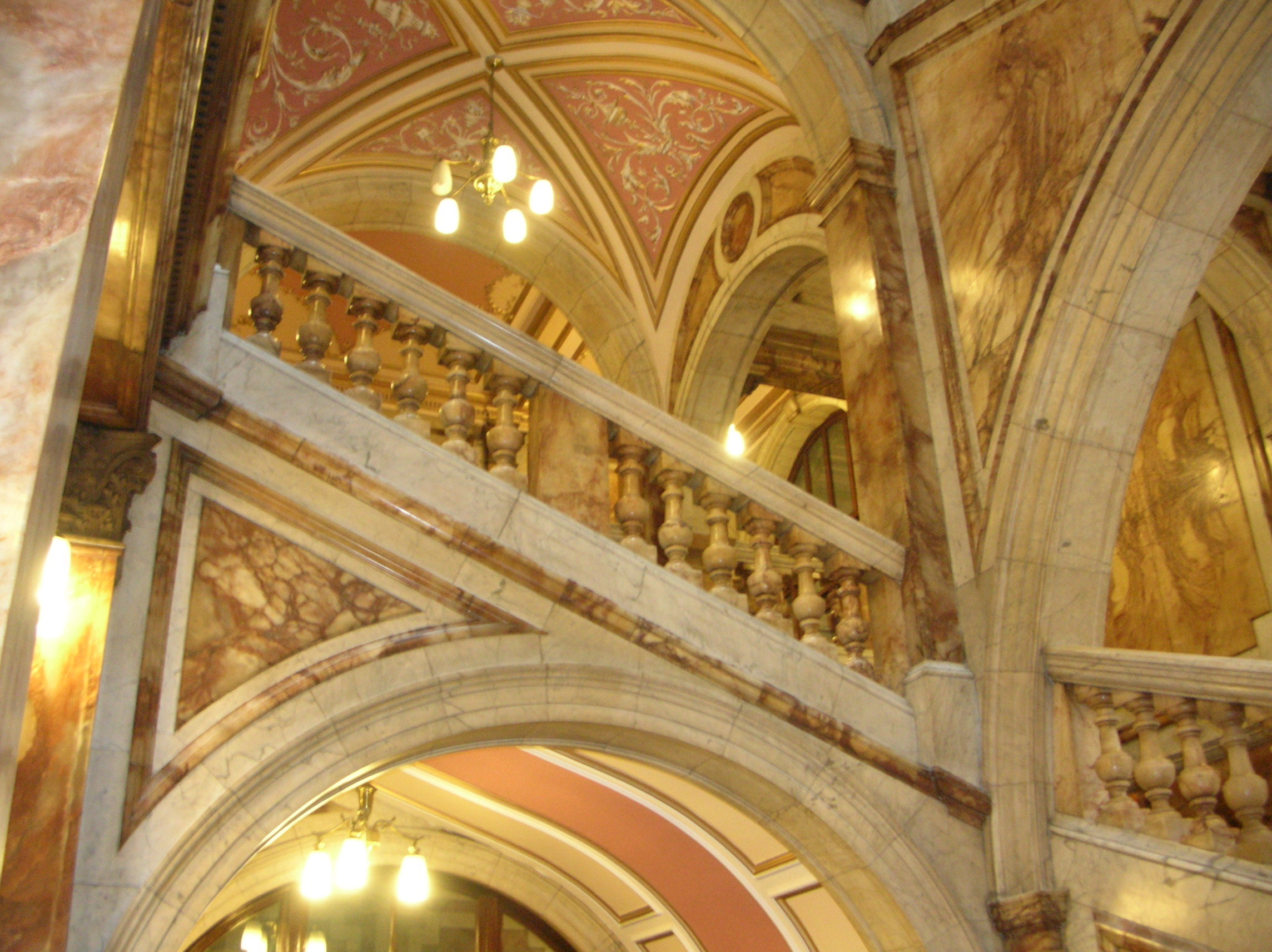
Escalier en marbre de Carrare.

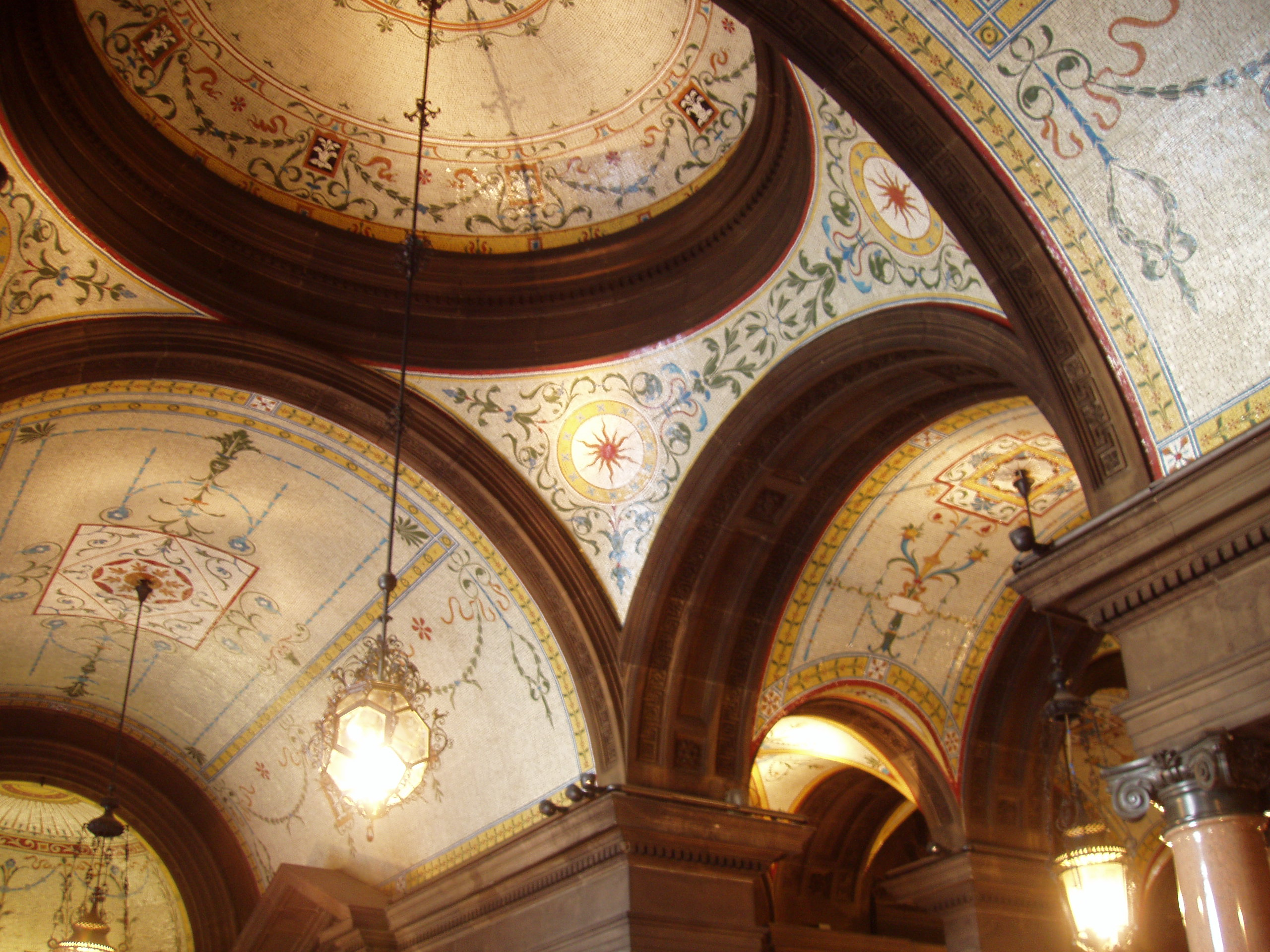
Plafond en mosaïque de la loggia, située au rez-de-chaussée.

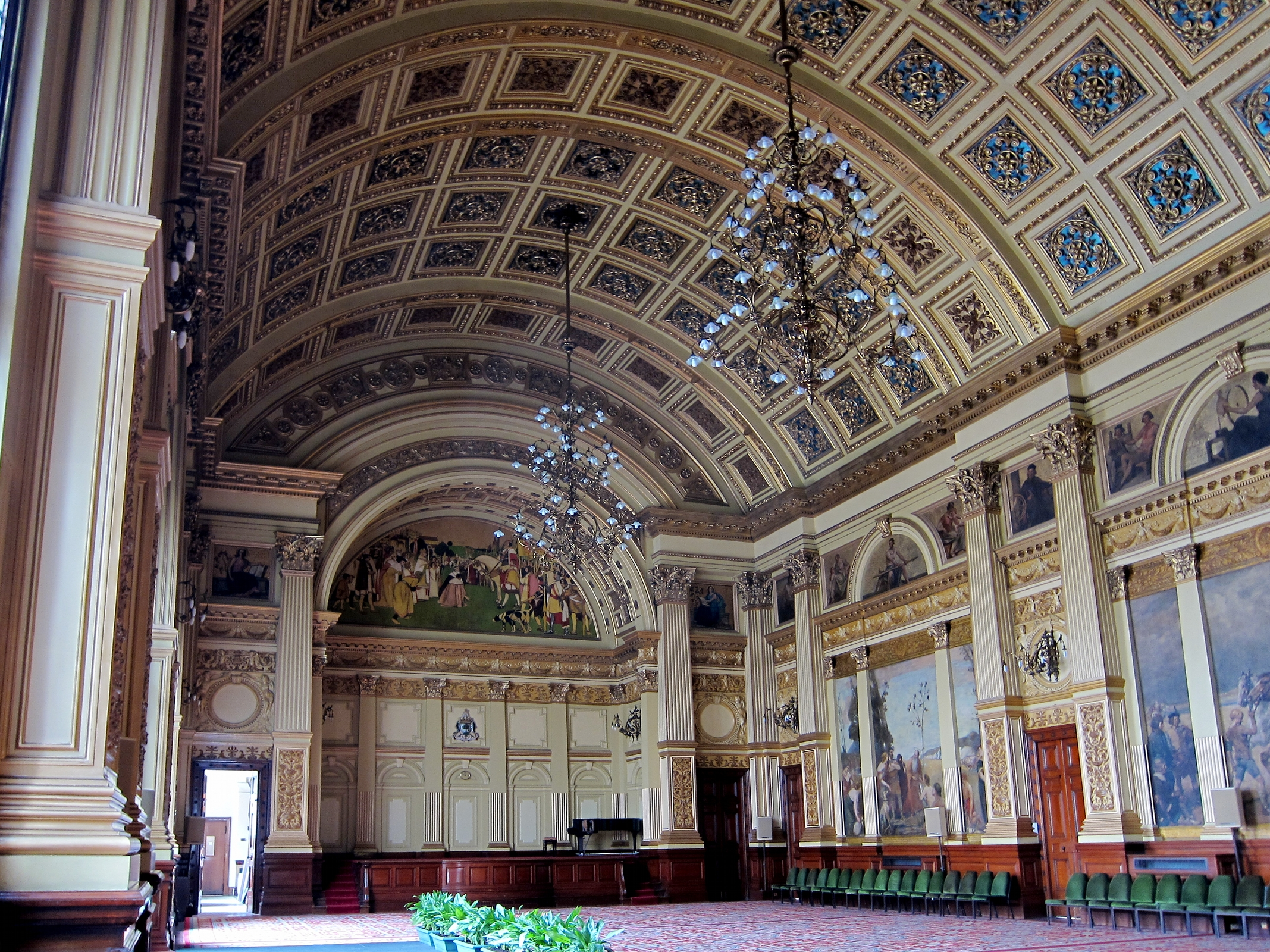
La salle des banquets.

### Extérieur
L'immeuble, de style Beaux-Arts, est une interprétation du Classicisme de la  Renaissance incorporant un style italianisant avec toute une gamme de riches décorations, exprimant la prospérité et la puissance industrielle de la seconde ville de l'Empire.
La façade extérieure est sculptée par James Alexander Ewin. Elle comporte en son centre un fronton représentant le Jubilé d'or de la Reine Victoria. Si, initialement, il devait symboliser Glasgow et le fleuve Clyde, à l'occasion du Jubilé d'or de la Reine Victoria, il est redessiné pour représenter Victoria sur son trône, entourée par les figures emblématiques d'Écosse, d'Angleterre, d'Irlande et du Pays de Galles, aux côtés des colonies de l'Empire britannique. Ewin a également préparé les sculptures du sommet de la vérité, de la richesse et de l'honneur, de même que les statues des quatre saisons pour la tour. La sculpture de la vérité est appelée par les habitants de Glasgow Statue de la Liberté, de par sa ressemblance avec cette dernière. D'autres sculptures représentent la prospérité, les arts, la science et le commerce.

### Intérieur
Le sol du hall d'entrée de l'hôtel de ville est une mosaïque représentant le blasonnement de Glasgow. Les armes évoquent les légendes entourant le saint patron de la ville, Kentigern de Glasgow, et comportent quatre symboles, un oiseau, un arbre, une cloche et un poisson, évoquant ces vers :
« Voici l'oiseau qui n'a jamais volé,

Voici l'arbre qui n'a jamais grandi,

Voici la cloche qui n'a jamais sonnée,

Voici le poisson qui n'a jamais nagé. »
Une tapisserie abstraite est pendue dans le hall, pour représenter le passé et le présent de Glasgow.
Des piliers en marbre et granite cèdent le pas à des escaliers en marbre de Carrare, pierre de taille et albâtre ; le plafond est décoré à la feuille d'or et surmonté d'un dôme de vitraux.
Le corridor des conseillers, contenant leurs boîtes aux lettres, est décoré en faïence italienne. Il conduit aux salles de réunions et à une vaste bibliothèque.
La chambre du conseil, lieu formel de réunion, est l'une des pièces les plus impressionnantes de l'hôtel de ville, aux murs recouverts de panneaux d'acajou espagnol. Des sièges disposés en hémicycle pour 79 conseillers sont prévus, faisant face à un bureau, conçu pour le Lord Provost, équivalent écossais du bourgmestre. Deux galeries permettent, pour la première au public et pour la seconde, plus petite et située sur le côté, à la presse, d'assister au conseil.
Le bureau du Lord Provost est décoré dans le même style vénitien que le reste de l'immeuble. Une antichambre abrite une masse cérémonielle, qui est utilisée lors des conseils et alors placée devant le banc du Lord Provost. Une partie du rituel consiste au transport de cette masse par le Council Officer, suivi du Lord Provost qui entre dans la chambre du conseil. La masse est composée d'argent et est plaquée or. Elle fut présentée au conseil en 1912.
Adjacentes à la chambre du conseil, trois pièces permettent de larges réunions : le Satinwood Salon, l'Octogonal Room et l'Acajou Salon. Comme leurs noms le laissent à deviner, elles sont décorées de bois précieux ; elles abritent également des peintures.
La plus grande pièce des Chambers est la salle des banquets. Nelson Mandela y reçoit les clefs de la ville en 1993. De près de 500 m2, il mesure 33,5 mètres de long pour 14,6 mètres de large ; la hauteur de plafond est de 15,8 mètres. Le tapis vient en trois parties, de façon à pouvoir être régulièrement retourné pour éviter l'usure ; son dessin rappelle les motifs compliqués du toit. De gigantesques peintures murales représentent l'obtention de la charte de la ville, l'histoire et la culture de Glasgow ainsi que les quatre principaux cours d'eau écossais. Les chandeliers électriques, appelés électroliers, sont conçus en 1885.
Le troisième étage abrite une galerie où sont exposées les portraits des anciens Lord Provosts.

## Tourisme
L'hôtel de ville est également une attraction touristique, et des visites guidées sont organisées. L'accès est gratuit.

## L'hôtel de ville dans les œuvres de fiction
L'hôtel de ville est l'un des lieux de tournage du film Chez les heureux du monde, adaptation du roman d'Edith Wharton.